# Kingdom of Loathing
Kingdom of Loathing (kurz KoL) ist ein browserbasiertes Mehrspieler-Rollenspiel. Es wird von Asymmetric Publications, das aus dem Schöpfer Zack „Jick“ Johnson und einem kleinen Team besteht, entwickelt und betrieben. Das Spiel wurde 2003 veröffentlicht, wobei laufend kleine Updates veröffentlicht werden.
Es verwendet handgezeichnete Strichmännchengrafiken und Texte, die sich durch surrealen Humor, Wortspiele, Parodien und Verweise auf die Populärkultur auszeichnen. In KoL kämpft der Charakter eines Spielers über ein rundenbasiertes System gegen Monster, um Erfahrung zu sammeln und Fleisch (die Währung des Spiels) und/oder Gegenstände zu erwerben. Die Spieler können auch durch Spieler-gegen-Spieler-Wettkämpfe miteinander interagieren, durch den Handel mit Waren und Dienstleistungen an der Wirtschaft im Spiel teilnehmen, ihre Charaktere in Clans organisieren, zusammenarbeiten, um Clan-Dungeons abzuschließen, und in vielen verschiedenen Chatkanälen miteinander sprechen.
Das Spiel zeichnet sich auch dadurch aus, dass es seinen finanziellen Erfolg allein aus Spenden und dem Kauf von Merchandising-Artikeln schafft und nicht aus Werbe- oder Abonnementgebühren, die bei vielen Online-Spielen verwendet werden. Im Jahr 2008 hatte das Spiel zwischen 100.000 und 150.000 regelmäßige Spieler. Diese Spieler bilden eine aktive Gemeinschaft, die regelmäßig Fantreffen organisiert und einen Internetradiosender betreibt. Das Spiel wurde allgemein von Spielekritikern gut aufgenommen. Im Jahr 2012 wurde Mr. Card Game, ein Tabletop-Spiel, das auf Kingdom of Loathing basiert, auf Kickstarter veröffentlicht. Am 10. August 2017 veröffentlichte Asymmetric West of Loathing, ein Einzelspieler-Rollenspiel-Spin-off von Kingdom of Loathing für Linux, macOS und Windows.

## Gameplay und Funktionen
Es gibt eine Website, die in Rahmen aufgeteilt ist. Der mittlere Rahmen zeigt den Kampf, der vollständig aus Text und groben Miniaturbildern von Zeichnungen besteht. Es gibt auch einen Chatbereich mit verschiedenen Ankündigungen und einen Charakterbereich, der die Erfahrungsstufen, Trefferpunkte und Magiepunkte des Spielers anzeigt. Das Gameplay beinhaltet den Kampf gegen Monster, das Abschließen von Quests, das Erlangen von Fähigkeiten und Statistiken sowie das Sammeln von Gegenständen und Fleisch.
In KoLs rundenbasiertem Gameplay wird der Charakter eines Spielers jeden Tag mit einer Anzahl von Abenteuern versorgt, auf einer Basis von 40, obwohl dies erhöht werden kann. Der Spieltag wird zu einem Zeitpunkt zurückgesetzt, der als „Rollover“ bezeichnet wird. Den Charakteren werden bei jedem Rollover vierzig Abenteuer zugeteilt, obwohl sie diese Zahl mit verschiedenen Ausrüstungsgegenständen und Gegenständen erhöhen können. Zusätzliche Abenteuer können durch den Verzehr von Essen und Alkohol erworben werden. Jedoch kann jeden Tag nur eine begrenzte Menge von jedem konsumiert werden und zu viel Alkohol zu trinken versetzt den Charakter für den Rest des Tages in eine betrunkene Benommenheit. Während des Rollovers werden Trunkenheits- und Völlegefühl zurückgesetzt und kleinere Mengen an Gesundheitspunkten und Magiepunkten werden wiederhergestellt. Obwohl ein Charakter eine große Anzahl von Abenteuern sammeln kann, wird die Anzahl bei einem Rollover auf 200 reduziert.
Die meisten Aktionen im Spiel verbrauchen Abenteuer, darunter das Herstellen von Gegenständen und das Erkunden der Spielwelt. Beim Erkunden erleben die Spieler Kampfbegegnungen, in denen sie gegen Monster kämpfen, sowie Begegnungen ohne Kampf. Der Kampf ist rundenbasiert, was bedeutet, dass der Spieler und das Monster sich abwechselnd mit Waffen, Fähigkeiten und Gegenständen angreifen. Spieler, die ein Monster erfolgreich besiegen, erhalten Erfahrungspunkte, Fleischstücke (die Währung des Spiels) und verschiedene Gegenstände. Nicht-Kampf-Begegnungen präsentieren dem Leser einfach eine Textbeschreibung eines Ereignisses und erlauben dem Spieler gelegentlich zu wählen, wie er auf dieses Ereignis reagieren möchte.
Nachdem sie genügend Erfahrungspunkte gesammelt haben, werden die Spieler in eine höhere Stufe aufsteigen, die ihnen den Zugang zu neuen Gebieten und Quests ermöglicht. Charaktere können Gegenstände kombinieren, indem sie Fleischpaste (eine Substanz, die Klebstoff entspricht) verwenden, und können auch Essen kochen, Cocktails mixen und Waffen und Rüstungen schmieden. Charaktere können auch Trophäen oder Tattoos für verschiedene Errungenschaften im Spiel verdienen. Das Lösen von Rätseln ist ein wichtiger Teil des Spiels, wobei die Lösungen oft eine bestimmte Kombination von Gegenständen oder das Erfüllen von Aufgaben in verschiedenen Zonen beinhalten.

## Spielerinteraktion
Während die Spieler-gegen-Umgebung-Inhalte von Kingdom of Loathing größtenteils Einzelspieler-Inhalte sind, ermöglichen einige Funktionen eine Mehrspieler-Interaktion.
Der Kampf Spieler gegen Spieler (PvP) ist freiwillig, bietet eine zufällige Auswahl nicht interaktiver Minispiele und ist in Jahreszeiten unterteilt. Der Gewinner des PvP-Kampfes kann Ruhm oder Items vom Verlierer nehmen.
Das Spiel verfügt über ein integriertes Chat-System, das nur nach Abschluss eines grundlegenden Tests der englischen Grammatik und Rechtschreibung verfügbar ist. Es gibt viele Chatkanäle, einschließlich eines Kanals, in dem alle Chats den Silbenkonventionen des englischen Haikufolgen müssen. Die meisten Chatkanäle sind moderiert; diejenigen, die gegen die Chatregeln verstoßen, werden gesperrt. Spieler können sich im Spiel auch Nachrichten und Geschenkpakete schicken und die offiziellen Kingdom-of-Loathing-Foren sind ein weiterer aktiver Ort für Diskussionen zwischen den Spielern.
Beim Erreichen von Stufe 3 können Charaktere einem Clan beitreten, einer Gruppe kooperierender Charaktere. Ein Clan hat eine Clan-Halle, die mit nützlicher Ausrüstung ausgestattet werden kann, sowie ein Clan-Versteck, um nützliche Gegenstände zu teilen. Clanmitglieder können in einem privaten Chatkanal miteinander chatten. Im Jahr 2008 wurde ein Multiplayer-Dungeon hinzugefügt, der es Clanmitgliedern ermöglicht, Hobopolis, die unterirdische Stadt der Landstreicher, gemeinsam zu überfallen. Eurogamer verglich Hobopolis mit Instanzen von World of Warcraft. Seitdem wurden weitere Clan-Dungeons hinzugefügt, darunter die Slimetube, Dreadsylvania und das zeitlich begrenzte Haunted Sorority House.
Spieler können in The Mall of Loathing, einem Laden, einkaufen und die Gegenstände ihres Charakters an andere Spieler verkaufen. Auch der direkte Handel zwischen zwei Spielern ist möglich und im Handels-Chat-Kanal können Nutzer Gegenstände ersteigern und Shops bewerben. Diese Funktionalität hat eine komplexe Ökonomie im Spiel geschaffen, die der Autor Ted Friedman in seinem Buch Electric Dreams: Computers in American Culture als „lebhaft“ bezeichnet. Die Wirtschaft von King of Loathing war 2011 Gegenstand der akademischen Studie Economics in the Kingdom of Loathing: Analysis of Virtual Market Data.

### Charakterklassen
Spieler wählen aus sechs Klassen, wenn sie einen Charakter erstellen. Jede Klasse hat verschiedene Gegenstände, die Charaktere erhalten, indem sie klassenspezifische Quests abschließen. Charaktere erhalten außerdem nicht handelbare, klassenabhängige Gegenstände als Belohnung für den Abschluss schwieriger Aufstiege. Die Klassen können basierend auf dem ihnen zugeordneten primären Charakterattribut in Gruppen aufgeteilt werden.
Muskelklassen: Die beiden Muskelklassen sind Seal Clubber (Seehundkeuler) und Turtle Tamer (Schildkrötenzähmer). Muskelklassen hängen von Kraft und Kampffähigkeit ab. Die maximale Kampfpunkte (KP) eines Charakters werden durch seine/ihre Muskeln bestimmt, und Muskelklassen erhalten einen angeborenen +50 %-Boost auf ihre maximalen Kampfpunkte.
Mystikklassen: Die Mystikklassen sind Pastamancer und Sauceror. Das Gameplay für Mystikklassen konzentriert sich auf das Wirken von Zaubersprüchen und den Einsatz von Magie. Die maximale Magiepunkte (MP) eines Charakters wird durch seinen/ihren Mystizismus bestimmt, und Mystizismusklassen erhalten einen angeborenen Bonus von 50 % auf ihre maximalen Magiepunke.
Moxie-Klassen: Die Moxie-Klassen Disco Bandit (Diskothekbandit) und Accordion Thief (Akkordeondieb) setzen Charme und Geschicklichkeit ein, um erfolgreich zu sein.

### Vertraute
Vertraute (Familiars) sind Kreaturen, die Spieler im Kampf begleiten und (normalerweise) hilfreiche Aktionen ausführen können. Vertraute sind oft maßgeblich an der Erfüllung von Quests beteiligt. Vertraute besitzen viele Fähigkeiten; zum Beispiel greift eine Säbelzahnlimette Monster an, ein Leprechaun gewährt zusätzliches Fleisch nach dem Kampf und ein Schwebender Sombrero erhöht die Wertegewinne aus dem Kampf. Einige Vertraute, wie der Ninja-Piraten-Zombie-Roboter, sind sehr schwer zu erwerben.

### Aufstieg
Aufstieg ist eine Funktion, die es Charakteren ermöglicht, das Spiel von vorne zu beginnen und es noch einmal von Anfang an zu spielen, ähnlich einer New-Game-Plus-Funktion. Diese Funktion wird verfügbar, nachdem der letzte Quest des Spiels abgeschlossen ist. Das Aufsteigen ermöglicht es dem Spieler, Karma für seine Aktionen zu erhalten, mit dem er spezielle Gegenstände kaufen kann, bevor er einen neuen Weg/Lebensstil wählt. Bei Spielern, die einen neuen Weg einschlagen, wird die Erfahrungsstufe ihres Charakters auf eins zurückgesetzt, aber sie behalten ihre Währung und Gegenstände. Aufsteigende Spieler können sich auch dafür entscheiden, ihren Aufstieg zu erschweren, indem sie im Austausch gegen besondere Belohnungen verschiedene Einschränkungen in Kauf nehmen, wie z. B. nicht essen oder trinken zu können. Es gibt spezielle Pfade, die den Spieler als spezielle Klasse spielen lassen oder ein einzigartiges Gimmick haben (z. B. dass jede Zone in Flammen steht und Ihnen Schaden zufügt). Darüber hinaus bietet das Spiel ein Ranglistensystem, das es den Spielern ermöglicht, die Aufstiegsgeschwindigkeiten der anderen zu sehen und um die schnellsten Aufstiege zu konkurrieren.

## Hintergrundgeschichte
Kingdom of Loathing spielt im Loathing-Universum von Asymmetric Publication, die genaue Zeit ist jedoch unbekannt. Es wurde von Krakrox the Barbarian, dem früheren Spiel von Asymmetric Publication, inspiriert und sogar als Urvater der Abenteurer und Verbanner der Monster des dunklen Kontinents, der später Kingdom of Loathing werden sollte, in die Überlieferung des Spiels aufgenommen. Das Spiel ist von Natur aus humorvoll und die meisten Quests, Kämpfe und Beschreibungen einzelner Gegenstände enthalten Witze oder Anspielungen auf die Populärkultur. Viele Quests parodieren die Tropen anderer Rollenspiele. Der Spieler übernimmt die Rolle eines Abenteurers, der in diesem auf Fantasie basierenden Königreich Probleme lösen und Monster töten soll.

## Entwicklung

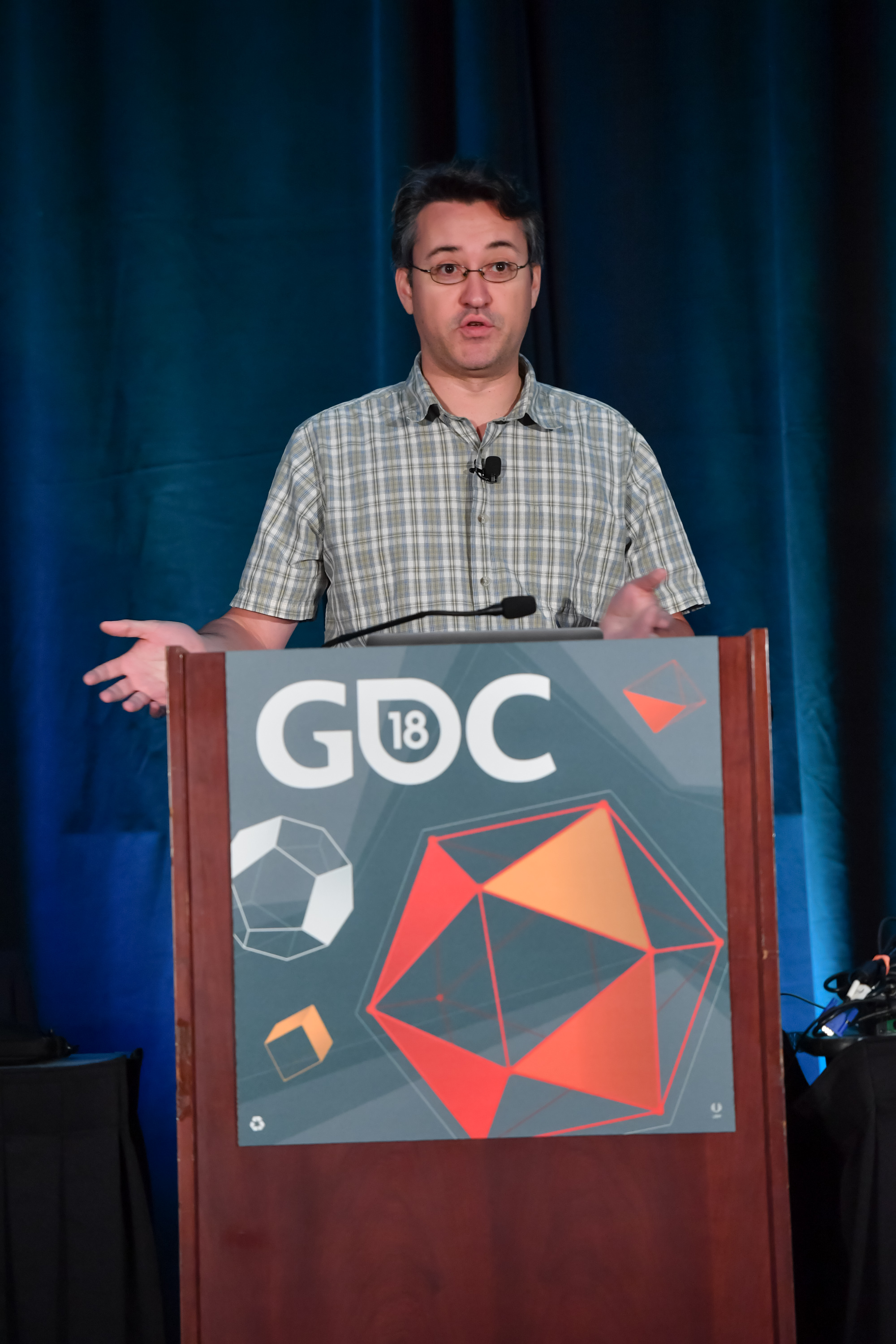
Designer Zack Johnson während der Game Developers Conference 2018

Zack Johnson, der Schöpfer des Spiels, entwickelte mehrere Spiele vor Kingdom of Loathing, fand sie aber nicht gut genug, um sie online zu veröffentlichen. Johnson entschied, dass er die von ihm erstellten Spiele zu ernst nahm, und stellte sich der Herausforderung, innerhalb einer Woche eines zu erstellen und das Ergebnis online zu veröffentlichen. Das Ergebnis war eher ein Witz als ein Spiel, und der anfängliche Inhalt, einschließlich der Klassen und sogar des Namens des Spiels, war ein Bewusstseinsstrom. Das Spiel wurde Anfang 2003 veröffentlicht, und Johnson lud bald darauf seinen Jugendfreund Josh Nite ein, als Autor und Designer Inhalte beizusteuern. Innerhalb eines Jahres wurden 300.000 Spielerkonten erstellt, was die Erwartungen von Johnson und Nite weit übertraf; Johnson hat den Erfolg des Spiels als „eine nie endende Reihe von Überraschungen“ bezeichnet. Im Jahr 2008 hatte das Spiel zwischen 100.000 und 150.000 regelmäßige Spieler.
In den frühen Tagen des Spiels arbeitete Johnson während der Arbeitspausen an dem Spiel, aber ungefähr achtzehn Monate nach dem Start brachte das Spiel genug Geld ein, damit Johnson seinen Job als Programmierer aufgeben und das Spiel ganztägig entwickeln konnte. Dann fing er an, Nite für seine Arbeit zu bezahlen und stellte nach etwa zwei Jahren zwei weitere Entwickler ein. Derzeit arbeiten acht Vollzeitmitarbeiter an Kingdom of Loathing sowie drei weitere Mitarbeiter, die an einem separaten Spiel arbeiten. Der kreative Prozess des Spiels ist fließend und lose strukturiert. Laut Johnson „liefere ich an diesem Punkt die Gesamtrichtung. Ich mache ungefähr ein Viertel des Schreibens, ein Viertel der Codierung und fast das gesamte Artwork.“ Der Großteil des Schreibens wurde von Nite erstellt, der auch Designideen beisteuerte, während zwei andere Entwickler, die im Spiel als Riff und HotStuff bekannt sind, an Schreiben, Design und Codierung arbeiten.
Laut Nite verdankt sich der Schreibstil des Spiels einem humorvollen E-Mail-Austausch zwischen ihm und Johnson, der begann, als sich die beiden nach der High School trennten. Diese E-Mails „halfen uns, die gemeinsame komödiantische Stimme zu entwickeln, in der KoL geschrieben steht“. Die Entwickler des Spiels nennen textbasierte Spiele wie Zork und Legend of the Red Dragon als kreative Einflüsse, und Nite hat das Spiel mit der Kinderbuchreihe Choose Your Own Adventure verglichen.
Das Spiel befindet sich seit seiner Erstveröffentlichung in der offenen Beta und es wird kontinuierlich daran gearbeitet. Wöchentlich oder monatlich werden neue Inhalte veröffentlicht. und es gibt auch jedes Jahr zu Weihnachten einzigartige Inhalte zum Thema Feiertage, bekannt als Crimbo. Gelegentlich inszenieren die Entwickler Weltereignisse wie die Grey Plague, die dem Corrupted Blood Incident in World of Warcraft ähnelt.
Im November 2014 verließ Nite Asymmetric Publications.

## Geschäftsmodell
Kingdom of Loathing ist werbefrei und erhebt keine Abonnementgebühren.
Wartung und Entwicklung des Spiels werden hauptsächlich durch Spenden unterstützt und Spieler, die 10 US-Dollar für das Spiel spenden, erhalten einen mächtigen Gegenstand, der als Mr. Accessory bekannt ist im Mr. Store, um mächtige Items zu kaufen (darunter spezielle monatliche Items). Mr. Accessoires und Mr. Store-Gegenstände können frei zwischen Spielern gehandelt werden.  Laut einem Interview mit Zack Johnson aus dem Jahr 2010 hat Johnson das Mr. Accessory-Einnahmemodell ursprünglich als „eine Art nachträglicher Einfall“ eingeführt, aber es wurde lukrativ genug, um ihm zu ermöglichen, Vollzeit an dem Spiel zu arbeiten und schließlich mehrere feste Mitarbeiter einzustellen.

## Rezeption
Die Spielekritiker bewerteten Kingdom of Loathing im Allgemeinen positiv, mit durchgehendem Lob für den Humor und den Surrealismus des Spiels. Das Gameplay und der Inhalt wurden als „gut gestaltet“ und mit einer „riesigen Menge an Inhalten“ gelobt. Matt Gallant von Gizmodo sagte, dass das Spiel „eigentlich sehr umfangreich“ mit „viel Inhalt“ sei und laut Worlds in Motion „Kingdom of Loathing ist es nicht nur ein großartiges Spiel, sondern ein wirklich einzigartiges und interessantes MMO.“ Jay Is Games nannte es „ein Muss für RPG-Fans, die etwas anderes wollen“. Gamezebo vergab drei von fünf Sternen, kritisierte die Benutzeroberfläche und nannte sie „klobig“, und mehrere Rezensenten äußerten Bedenken, dass das Spiel für neue Spieler verwirrend sein könnte. ESC Magazine vergab 7 von 10 Punkten und Common Sense Media zwei von vier Sternen.

### Gemeinschaft
Kingdom of Loathing wurde für seine einladende und aktive Spielergemeinschaft gelobt. Einer der ungewöhnlichsten Aspekte der Community ist die große Anzahl weiblicher Spieler: Laut Johnson sind etwa 40 % der Spieler weiblich. Fans versammeln sich oft sowohl auf offiziellen Kongressen, die von Asymmetric veranstaltet werden, als auch auf inoffiziellen, von Spielern organisierten Treffen, einschließlich des jährlichen KoLumbus-Events. Spieler unterstützen das Spiel, indem sie Skripte schreiben, um verschiedene Funktionen im Spiel auszuführen, indem sie Greasemonkey, Java, Perl und Lua verwenden, und haben auch ein von Spielern betriebenes Wiki entwickelt, das Rätsellösungen und Komplettlösungen bietet. Der langjährige Spieler und Nerdcore-Rapper MC Frontalot ist in der Community aktiv und hat auf seinem 2010er Album Zero Day einen Song zum Thema Kingdom of Loathing aufgenommen.
Brett Bixler, Gründer der Educational Gaming Commons an der Pennsylvania State University, hat die Hypothese aufgestellt, dass die Kingdom-of-Loathing-Community erfolgreich ist, weil sie Richard Bartles Modell der Spielerpersönlichkeitstypen in Massively Multiplayer Online Role-Playing Games (MMORPGs) berücksichtigt und ein ausgewogenes Spielsystem schafft, das eine Vielzahl von Spielern anspricht. Forscher Martin Oliver befasste sich 2009 mit ähnlichen Fragen in einer Studie der Spielergemeinschaft von Kingdom of Loathing, Playing Roles in the MMORPG Kingdom of Loathing.
Ein webbasierter SHOUTcast-Radiosender, Radio KoL, war der „offizielle inoffizielle“ Radiosender von KoL. Es war eine rund um die Uhr von DJs gehostete Station mit freiwilligen DJs aus der KoL-Benutzerbasis. Neben den von Spielern moderierten Musikshows moderierten Mitglieder des Entwicklungsteams Shows auf Radio KoL, in denen sie den Stand des Spiels diskutierten und Fragen von Spielern beantworteten. Radio KoL wurde Ende 2019 geschlossen.

## Kontroverse
Im Jahr 2019 wurde Johnson von seiner Ex-Frau U.C. Santa-Cruz-Professorin A.M. Darke, des „körperlichen und emotionalen“ Missbrauchs beschuldigt, den er ihr und dem West-of-Loathing-Designer Kevin Simmons gegenüber begangen habe. Sie behauptete auch, er habe einen Teil des Spiels entfernt, um zu vermeiden, dass ihr die Entwicklung zugeschrieben wird. Johnson bestritt die Vorwürfe des körperlichen Missbrauchs, gab jedoch in einer schriftlichen Entschuldigung „emotionale Unreife und Wut und Grausamkeit“ zu. Später fügte er Darke zu den Credits des Spiels hinzu und behauptete, sie habe nur Feedback zum Spiel gegeben und nicht als Designerin daran gearbeitet. Eine Ex-Freundin von Johnson, Bonnie Mattson, behauptete ähnlich missbräuchliches Verhalten während einer Beziehung im Jahr 2005.